# Comando de Atención Inmediata
Los Comandos de Atención Inmediata (CAI) son unidades de jurisdicción menor de la Policía Nacional de Colombiaubicadas en los perímetros urbanos de los municipios, localidades o comunas  de las ciudades del paísy subordinadas a estaciones de policía, en el caso de Bogotá.

## Características
- Vigilancia específica de los sectores asignados con una capacidad de respuesta o cuadrantes.[3]

- Buscan inmediatez, oportunidad y acercamiento a la comunidad.[2]

- Dependiendo de la categoría el comandante de CAI puede ser el oficial, suboficial o mando del nivel ejecutivo de la Policía Nacional.

## Clasificación
- Existen tres categorías de CAI A, B o C, según las cuales se les asignan hombres y recursos.
- Comandos de Atención Inmediata CAI, fijos
- Comandos de Atención Inmediata CAI, móviles

## Historia
Ver también: Anexo: Escándalos de la Policía Nacional de Colombia
Creados inicialmente en Bogotá durante la alcaldía de Julio César Sánchez García un total de 82 CAI en 1987, con el fin de generar seguridad y acercar a Policía con la comunidad pero se empezaron a presentar irregularidades y se planea su reforma desde 1991. La estrategia se aplicaría a nivel nacional inicialmente en las áreas metropolitanas y luego en los municipios. En 1994 se propuso su reestructuración debido al déficit en recursos humanos, financieros y administrativos, así como el aumento de la delincuencia y la inseguridad, además se habían alejado de las comunidades. En 1997, tras una reforma estructural en Bogotá se reduce su número de 130 a 107 CAI. En 2007 aparecen los CAI móviles en la alcaldía de Luis Eduardo Garzón en Bogotá.  En 2018 fue atacado un CAI en Soledad (Atlántico) por el Ejército de Liberación Nacional (ELN). En su historia varios CAI han sido escenarios de ataques y atentados. También se han realizado torturas, violaciones, asesinatos y otros delitos en estos sitios. En 2020 en el marco de las Protestas por el abuso policial desatadas por la muerte de Javier Ordóñez, 49 de 130 CAI en Bogotá fueron atacados y algunos posteriormente intervenidos por la comunidad con la propuesta de convertirlos en centros culturales. Varios CAI, han sido atacados durante las Protestas en Colombia de 2021 en Neiva Bogotá, incluso una patrullera fue violada en un CAI. Se han convertido en un símbolo de discordia entre los ciudadanos a favor y en contra de la policía.